# 김도호
김도호(1996년 6월 14일 ~ )은 대한민국의 축구 선수이다. 포지션은 중앙 미드필더, 세컨드 스트라이커이다.